# Măzănăești, Suceava
Măzănăești (germană Mazanojestie/Mazanajestie) este satul de reședință al comunei Drăgoiești din județul Suceava, Bucovina, România.

## Istoric
Satul Măzănăești se află pe drumul județean DJ 209C, la aproximativ 22 km sud-vest de municipiul Suceava și la 18 km est de orașul Gura Humorului.
Măzănăești este menționat ca sat în anul 1574, sub numele „Mădzănăeștii la Suceavă”. În 1742, în perioada în care este proprietate a Mănăstirii Slatina, așezarea devine pustie. În anii 1772-1773, satul Măzănăești din Ocolul Siretului de Sus are 21 de case, însemnând 17 panțiri isprăvnicești, 1 popă și 3 femei sărace. În perioada 1782-1787 se stabilesc în localitate câteva familii de agricultori și meșteșugari germani, provenite din Franconia și din Bavaria.
În 1795 este construită o biserică cu hramul Adormirea Maicii Domnului. Lăcașul este dotat cu un iconostas nou în 1835 și este renovat în 1870. În 1843 biserica are 448 de enoriași, din satele Măzănăești și Lucăcești, iar postul de preot este vacant. Numărul enoriașilor crește la 812 în anul 1876. În prezent, această biserică nu mai există. În 1888 este deschisă o școală cu două clase, iar doi ani mai târziu, numărul locuitorilor din Măzănăești ajunge la 687.

## Recensământul din 1930
Componența etnică a satului Măzănăești
     Români (80,1%)
     Germani (18,1%)
     Evrei (1,8%)
Componența confesională a satului Măzănăești
     Ortodocși (79,5%)
     Romano-catolici (15,3%)
     Mozaici (1,4%)
     Evanghelici\Luterani (2,8%)
     Greco-catolici (1%)
Conform recensământului efectuat în 1930, populația satului Măzănăești se ridica la 926 locuitori. Majoritatea locuitorilor erau români (80,1%), cu o minoritate de germani (18,1%) și una de evrei (1,8%). Din punct de vedere confesional, majoritatea locuitorilor erau ortodocși (79,5%), dar existau și romano-catolici (15,3%), mozaici (1,4%), evanghelici\luterani (2,8%) și greco-catolici (1,0%).

## Obiective turistice
- Biserica de lemn din Măzănăești - construită în perioada 1925-1928 în centrul satului.

## Personalități
- Iftimie Bârleanu (1916-1986) - sculptor român
- Vasile Găină (1868-1909) - teolog și publicist, profesor la Facultatea de Teologie din Cernăuți și apoi rector al Universității din Cernăuți (1908-1909)